# 戈盧布涅 (別廖茲諾區)
50°53′54″N 26°40′42″E / 50.89833°N 26.67833°E
戈盧布涅（烏克蘭語：Голубне）是位於烏克蘭西北部里夫內州裏里夫內區的村莊，始建於1595年，面積1.09平方公里，海拔高度186米，2001年人口685，人口密度每平方公里628.4人。